# Maximilian Riba
Maximilian Riba (* 24. Juni 1861 in Wien; † 6. Juli 1929 ebenda) war ein österreichischer Klassischer Philologe und Gymnasiallehrer.

Maximilian Riba wirkte zunächst als Supplent (Hilfslehrer) und Conviktspräfekt am Landes-Real- und Ober-Gymnasium in Horn (Niederösterreich), später als Supplent in Kremsier (Mähren) und ab 1896 am Graben-Gymnasium in Prag-Neustadt. 1897 wechselte er als wirklicher Lehrer und Gymnasialprofessor an das Realgymnasium in Brüx (Böhmen), 1912 an das Staats-Ober-Gymnasium in Wiener Neustadt. Zum 1. September 1914 trat er in den Ruhestand und zog nach Wien.
Seinen Ruhestand widmete Riba wissenschaftlicher Forschung, insbesondere zu lateinischen Inschriften. Er veröffentlichte epigraphische Aufsätze und zahlreiche prosopographische Artikel für die Realenzyklopädie der klassischen Altertumswissenschaft (RE).

## Schriften (Auswahl)
- Der Gebrauch des kollektiven Singular in der Sprache der homerischen Odyssee. Brüx 1904 (Schulprogramm)
- Neuaufgefundene römische Inschriften aus einer jüdischen Katakombe an der Via Portuensis bei Rom. Wien 1914 (Schulprogramm)